# Francesco Forte

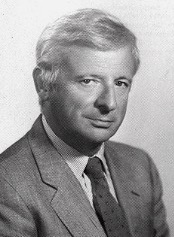
Francesco Forte

Francesco Forte (* 11. Februar 1929 in Busto Arsizio; † 1. Januar 2022 in Turin) war ein italienischer Politiker der Partito Socialista Italiano.

## Leben
Forte studierte am Collegio Ghislieri in Pavia Rechtswissenschaften. Nach seinem Studium unterrichtete er als Hochschullehrer an der Universität Turin und wechselte später als Hochschullehrer an die Universität La Sapienza in Rom. Von 1982 bis 1983 war er im Regierungskabinett von Amintore Fanfani Finanzminister. Von 1979 bis 1987 war er Abgeordneter in der Camera dei deputati. Von 1987 bis 1994 war er Senator im Senat von Italien. Forte schrieb viele Artikel für verschiedene italienische Zeitungen.